# Žehnání
Žehnání (neboli benedikce) je náboženský obřad, kterým se určité věci, události, člověku anebo skupině slavnostně vyprošuje, případně zvěstuje Boží požehnání k její prospěšnosti lidem.

## Judaismus
Požehnání (hebrejsky ברכה, bracha; pl. ברכות, brachot) je v judaismu modlitba recitovaná ve specifickém místě obřadu, liturgie nebo jiné činnosti. Účelem požehnání je vyjádřit uznání Boží svrchovanosti a Boha jako zdroje veškerého dění. Obvykle začínají slovy „Baruch ata Adonaj, Elohejnu, melech ha-olam, …“ („Požehnaný jsi Ty, Hospodine, Králi všehomíra, …“)

## Křesťanství

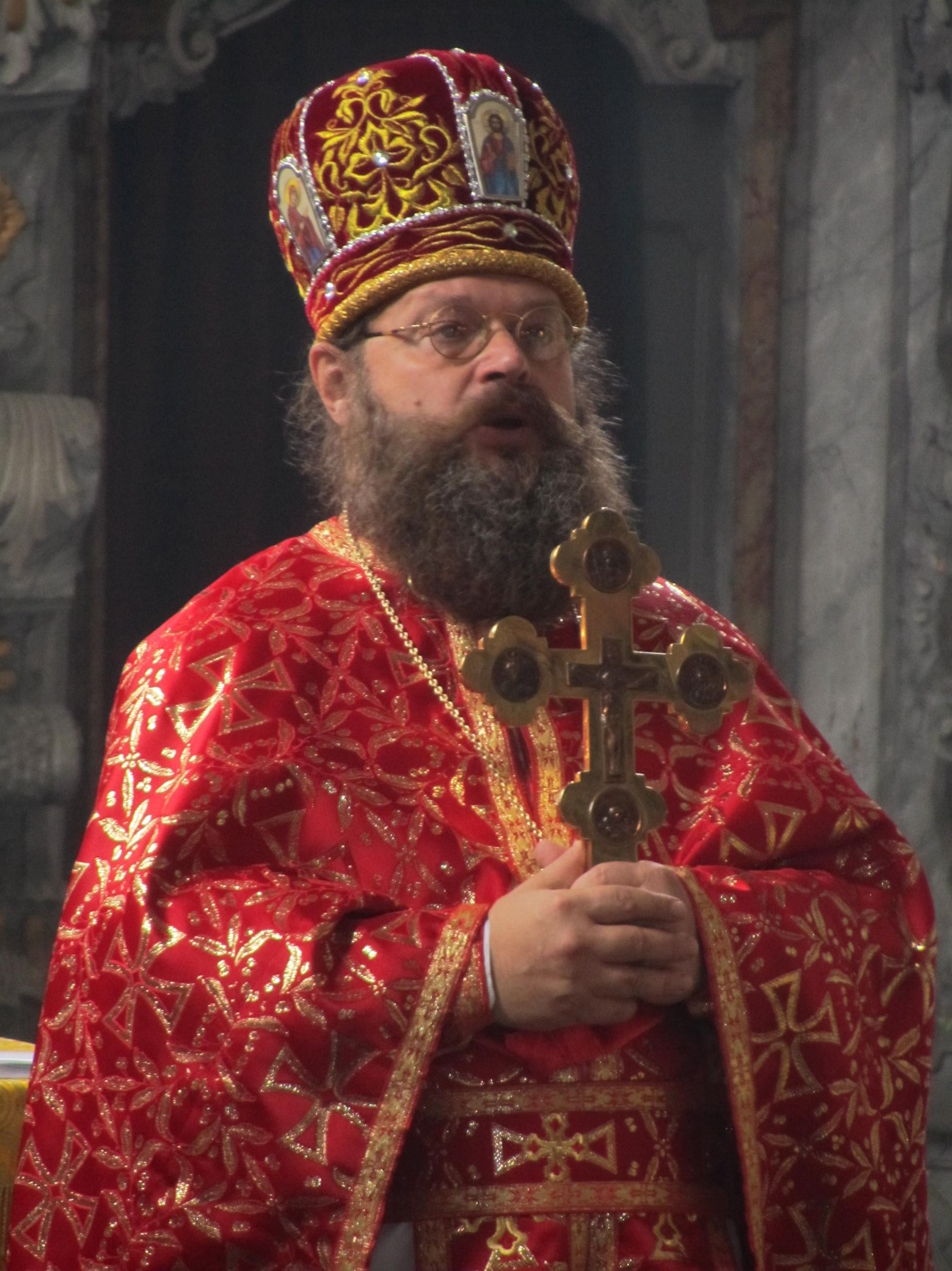
Český pravoslavný archimandrita Marek (Krupica) během bohoslužby (drží žehnací kříž řeckého stylu)

Žehnání má pomáhat lidem v různých situacích a okolnostech společenského i osobního života navazovat a udržovat kontakt s Bohem a zprostředkovávat jeho pomoc a ochranu těm, kdo jsou připraveni ji přijmout. Žehná se většinou modlitbou, vztaženýma rukama nebo znamením kříže, někdy svěcenou vodou, případně olejem. Při žehnání věcí se modlí za lidi, kteří je budou používat.
V katolicismu stojí požehnání na nižším stupni než svěcení. V benedikované stavbě se – na rozdíl od stavby konsekrované – nesmí uchovávat Nejsvětější svátost oltářní.
Pravoslaví zná obdobné způsoby žehnání, není zvykem běžně uchovávat proměněné Tělo Páně v chrámových svatostáncích ani jinde, případně pak pouze v řádném chrámu.